# Alex Alfieri
Alex Alfieri (Bressanone, 1971) è un medico italiano, specializzato in neurochirurgia.

## Biografia
Originario di Bressanone, Alto-Adige, il Prof. Alfieri ha conseguito la libera docenza all'Università "Martin Lutero" di Halle-Wittenberg. È professore ordinario, direttore di Cattedra e di Scuola di Specializzazione alla Scuola Superiore di Medicina di Brandenburgo e primario della Clinica Neurochirurgica dell'Ospedale Cantonale di Winterthur (Svizzera). Dal 2022 è Professore Titolare di Neurochirurgia presso la Facoltà die Scienze biomediche dell`Università della Svizzera Italiana (USI). Dal 2013 al 2017 direttore della Clinica di Neurochirurgia e Chirurgia della colonna vertebrale alla Clinica Universitaria Ruppiner di Neuruppin, Germania,  ha lavorato come dirigente medico della Neurochirurgia all'Ospedale Centrale a Bolzano. È fondatore e responsabile del Centro Spinale del Brandenburgo Nord.
Alfieri ha pubblicato lavori su neuroanatomia, siringomielia, neurochirurgia vascolare e chirurgia della colonna vertebrale. Ha pubblicato lavori scientifici teorizzando l`importanza del nervo intermedio nella microchirurgia dell'angolo ponto-cerebellare. Ha introdotto una nuova classificazione del nervo intermedio secondo i rapporti con il tronco encefalico.
Alfieri è membro del consiglio di Facoltà della Scuola Superiore di Medicina di Brandenburgo nonché membro della commissione di dottorato e abilitazione scientifica e della commissione giudicatrice. Detiene specializzazioni in neurochirurgia vascolare, pediatrica, spinale, ipofisaria e neurooncologica. Inoltre è Vicepresidente della commissione specializzazione in neurochirurgia dell'Ordine dei Medici del Land Brandenburgo. Nel 2019 è stato cooptato come Professore anche nella Fakultät für Gesundheitswissenschaften di Potsdam, ottenendo così il secondo ordinariato.

## Pubblicazioni (estratto)
- A. Alfieri u. a.: History of the nervus intermedius of Wrisberg. In: Annals of Anatomy - Anatomischer Anzeiger. 2010, PMID 20427169
- A. Alfieri: Der Nervus intermedius. Südwestdeutscher Verlag für Hochschulschriften, 2012 ISBN 978-3838110714.
- A. Alfieri u. a. :  Glue-enhanced excimer laser-assisted nonocclusive anastomosis: a laboratory investigation. In: Eur Surg Res. 46,, Nr. 1, 2011, 32–37, DOI: 10.1159/000321699
- A. Alfieri u. a.: Psychosocial and neurocognitive performance after spontaneous nonaneurysmal subarachnoid hemorrhage related to the APOE-epsilon4 genotype: a prospective 5-year follow-up study. In: J Neurosurg. 109, Nr. 6, 2008, S. 1019–1026, DOI: 10.3171/JNS.2008.109.12.1019, PMID 19035714
- Prell J, Strauss C, Rachinger J, Scheller C, Alfieri A, Herfurth K, Rampp S. The intermedius nerve as a confounding variable for monitoring of the free-running electromyogram. Clin Neurophysiol. 2015 Jan 20. DOI: 10.1016/j.clinph.2014.11.028. PMID 25655939.
- Gazzeri R, Galarza M, Fiore C, Callovini G, Alfieri A. Use of tissue-glue-coated collagen sponge (TachoSil) to repair minor cerebral dural venous sinus lacerations: technical note. Neurosurgery. 2015 Mar;11 Suppl 2:32-6; discussion 36. DOI: 10.1227/NEU.0000000000000614. PMID 25584959
- Hoza D, Vlasák A, Hořínek D, Sameš M, Alfieri A. DTI-MRI biomarkers in the search for normal pressure hydrocephalus aetiology: a review. Neurosurg Rev. 2015 Apr;38(2):239-44; discussion 244. DOI: 10.1007/s10143-014-0584-0. Epub 2014 Oct 28. PMID 25345377
- Puzzilli F, Gazzeri R, Galarza M, Neroni M, Panagiotopoulos K, Bolognini A, Callovini G, Agrillo U, Alfieri A. Interspinous spacer decompression (X-STOP) for lumbar spinal stenosis and degenerative disk disease: a multicenter study with a minimum 3-year follow-up. Clin Neurol Neurosurg. 2014 Sep;124:166-74. DOI: 10.1016/j.clineuro.2014.07.004. Epub 2014 Jul 14. PMID 25064150
- Gazzeri R, Galarza M, Alfieri A. Controversies about interspinous process devices in the treatment of degenerative lumbar spine diseases: past, present, and future. Biomed Res Int. 2014;2014:975052. DOI: 10.1155/2014/975052. Epub 2014 Apr 13. Review. PMID 24822224; PMC 4005216.
- Alfieri A, Strauss C. Anterior skull base traumas and their management. J Neurol Surg B Skull Base. 2013 Jun;74(3):185-6. DOI: 10.1055/s-0033-1338261. Epub 2013 Mar 19. PMID 24436910; PMC 3709935.
- Tacik P, Krasnianski M, Alfieri A, Dressler D. Brissaud-Sicard syndrome caused by a diffuse brainstem glioma. A rare differential diagnosis of hemifacial spasm. Acta Neurochir (Wien). 2014 Feb;156(2):429-30. DOI: 10.1007/s00701-013-1984-6. Epub 2014 Jan 3. PMID 24384991
- (EN) Alex Alfieri, Stefan Rampp e Christian Strauss, The relationship between nervus intermedius anatomy, ultrastructure, electrophysiology, and clinical function. Usefulness in cerebellopontine microsurgery, in Acta Neurochirurgica, vol. 156, n. 2, 1º febbraio 2014,  pp. 403-408, DOI:10.1007/s00701-013-1952-1. URL consultato il 18 giugno 2019.
- Alfieri A. Comments on: Let'X-STOP with any "distraction" from the true problem: scenarios in which minimally invasive surgery is not welcome! Neurosurg Rev. 2013 Apr;36(2):335. PMID 23593657